# Hästhuvudet 13

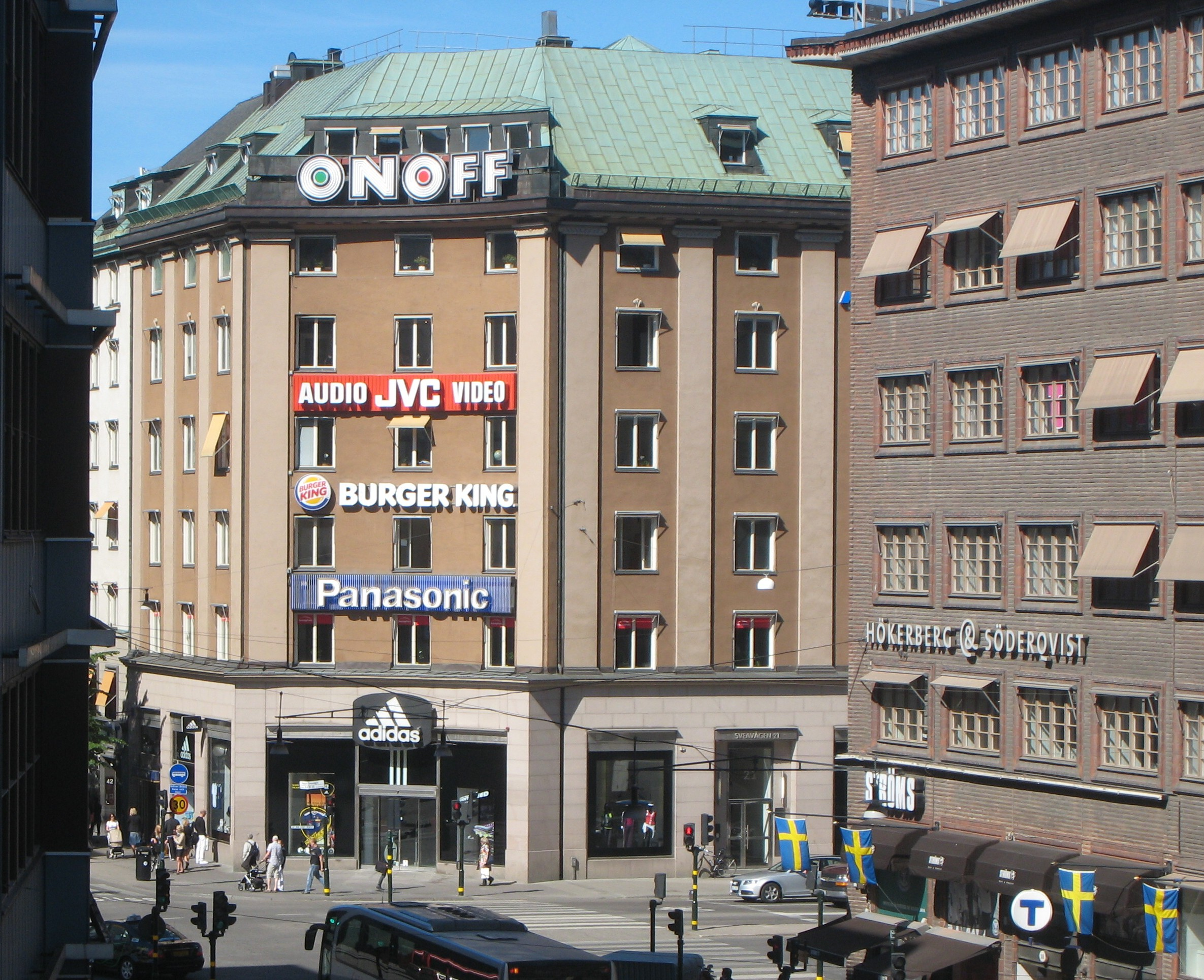
Hörnet 2010.

Hästhuvudet 13 är en kontors- och affärsfastighet i hörnet av Kungsgatan 40 och Sveavägen 21-23 i centrala Stockholm. Kvarteret Hästhuvudet fanns redan omnämnt år 1653 som Hästhufwud, när Norrmalm stadsplanerades. På korsningens motstående sida ligger kvarteret Oxhuvudet (Centrumhuset) som fastställdes ännu tidigare. Den attraktiva hörnan mot korsningen kallades både "Feiths hörna" (efter Feiths konditori) och senare "Kalas-hörnan" (efter Martin Olssons Kalaskaffe).

## Historik

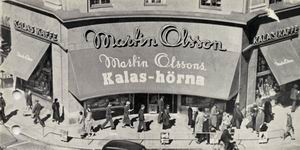
Martin Olssons "Kalas-hörna".

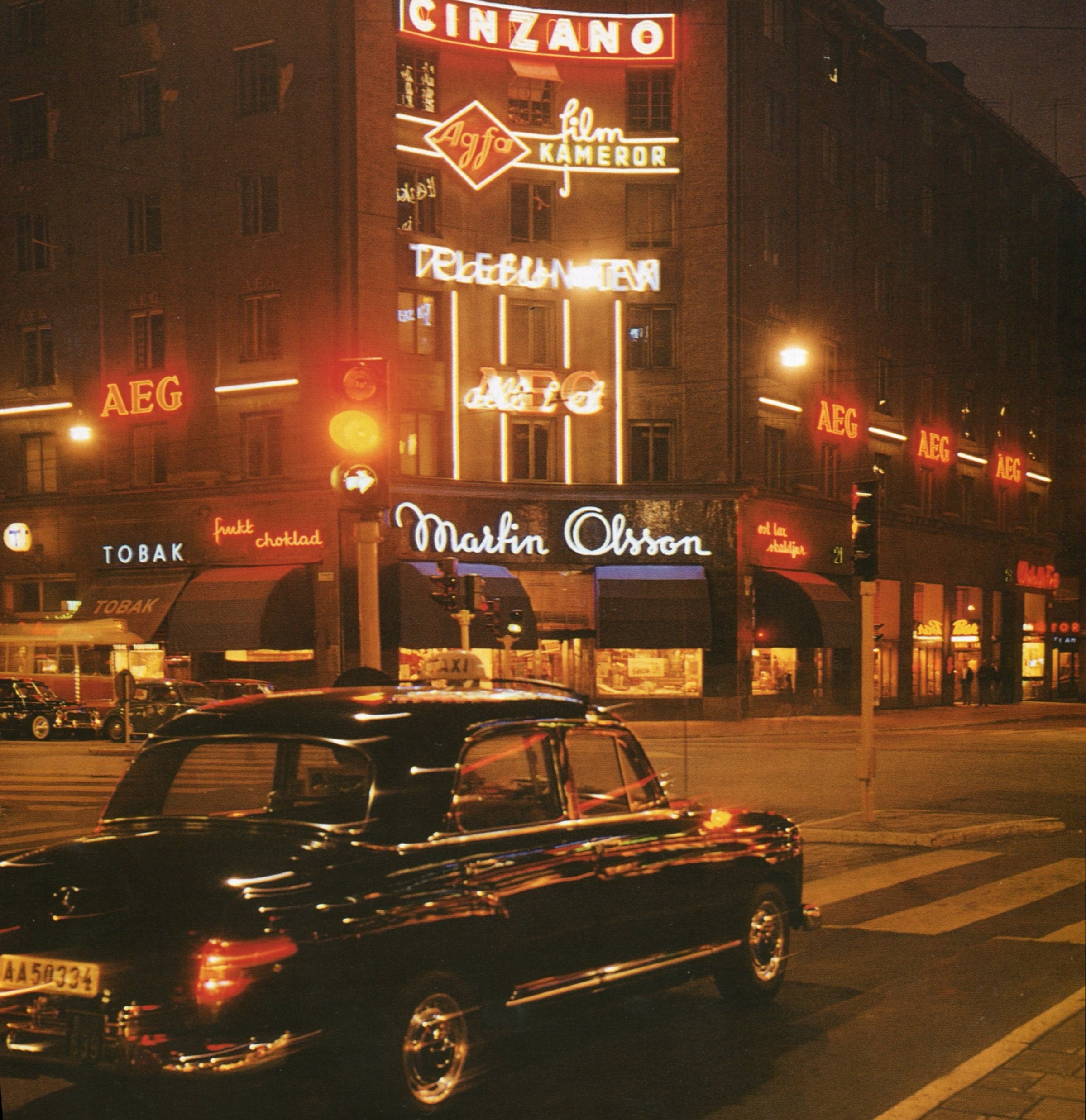
Hörnet 1962.

I hörnet Kungsgatan/Sveavägen låg mellan 1885 och 1910 skolbyggnaden för Ateneum för flickor.
Nuvarande byggnad uppfördes åren 1918–1919 efter ritningar av arkitekterna Hjalmar Westerlund (för planerna) och Sven Wallander (för fasaderna). Wallander började då nästan samtidigt rita på det närbelägna Norra Kungstornet. 
I början pryddes den insvängda hörnan mot korsningen av fyra fasadhöga kolonner av granit. 1935 genomfördes en ombyggnad av bland annat bottenvåningen (för Martin Olssons nya livsmedelsbutik) samt att fasaderna förenklades, då ersattes granitkolonnerna av två mera diskreta pilastrar. Hörnhuset har sex våningsplan och inredd vind. Fasadernas långsidor är uppdelade av pilastrar mellan varje fönsteraxel samt är putsade och avfärgade i två brunbeige kulörer. 
Mellan 1919 och 1935 hade Feiths konditori sitt populära musikcafé i hörnans bottenvåning, stället kallades även "Feiths hörna". Efter Feith flyttade Martin Olsson in. Många tyckte att det var ett djärvt steg och ansåg att en matbutik inte passade i ett så exklusivt läge. Butiksinredningen var påkostad och anpassades till den bågformade ytan. Sortimentet blev inriktat på delikatesser av hög kvalitet och butiken var en av de allra första som sålde färdigberedda sniglar och kycklingar. Martin Olssons "Kalaskaffe" gav upphov till namnet "Kalas-hörnan", som även stod skrivet på butikens markis. Efter Martin Olsson nyttjades hörnets exklusiva läge av restaurangen och nattklubben Monte Carlo, ett tag förknippat med Stockholms mer ljusskygga individer. Nattklubben fanns i fastigheten från början på sjuttiotalet till slutet på nittiotalet. Monte Carlo förstördes i en brand med dödsoffer den 15 mars 1977. Restaurangbolaget Monte Carlo försattes i konkurs den 18 januari 2000. Numera (2010) finns en sportbutik på platsen.
Den mest iögonfallande byggnadsdelen är det insvängda, något konkava hörnet mot korsningen Kungsgatan/Sveavägen, som fick sin pendang i Centrumhusets likaså insvängda hörn tio år senare. Båda husen bildar en sorts portalbyggnader för Sveavägen som innan Norrmalmsregleringen tog sin början här. Hörnen har även i alla tider gärna nyttjats för omfattande ljusreklam på fönsterbröstningarna och takfoten (se Ljusskyltar i Stockholm).
Hästhuvudet 13 och tillhörande Hästhuvudet 3 har för närvarande (2009) ett taxeringsvärde på 276 miljoner kronor, bruksarean är totalt 6790 m², därav kontor 4957 m² och butiker 1594 m². Byggnaden Hästhuvudet 13 ägs sedan 1929 av Hufvudstaden.

## Bilder
Ljusreklam på hörnan Hästhuvudet 13 under åtta decennier. Visar även utvecklingen av rörlig ljusreklam från neonrör (1945) till lysdiod (2021).

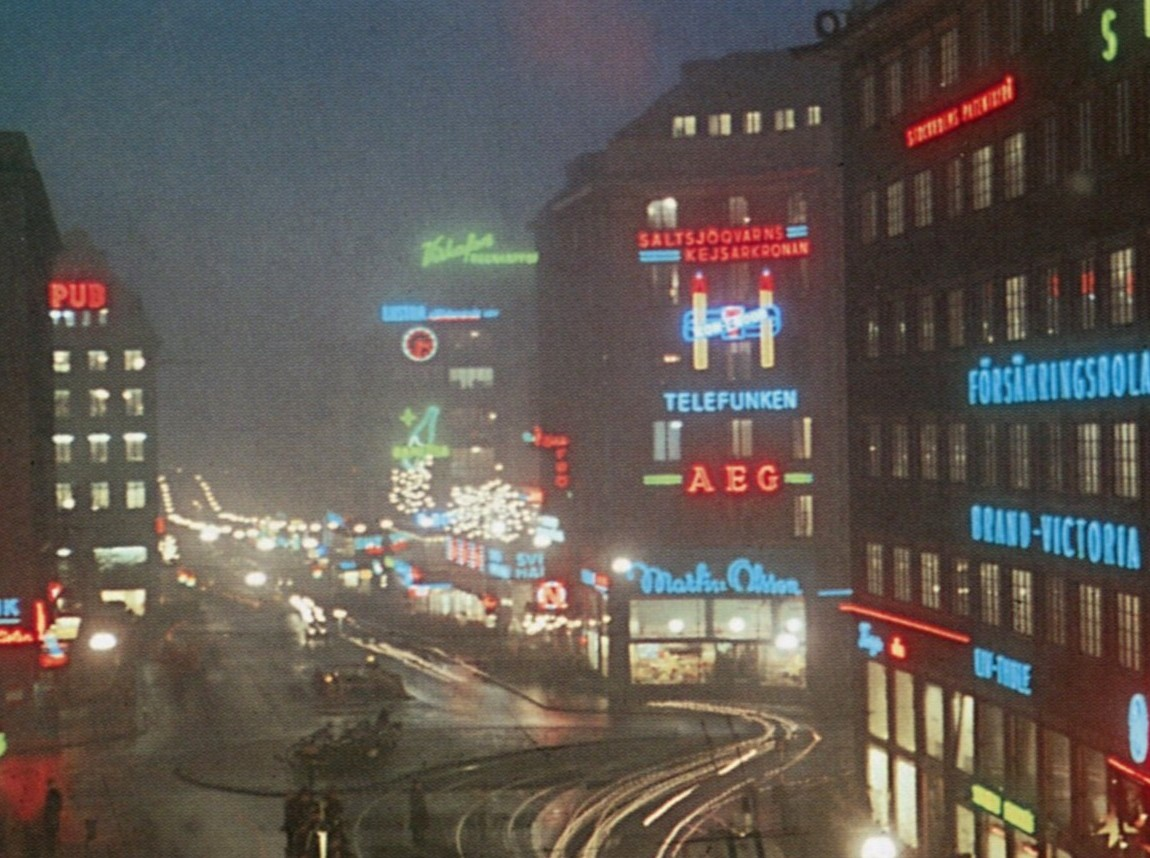
1945
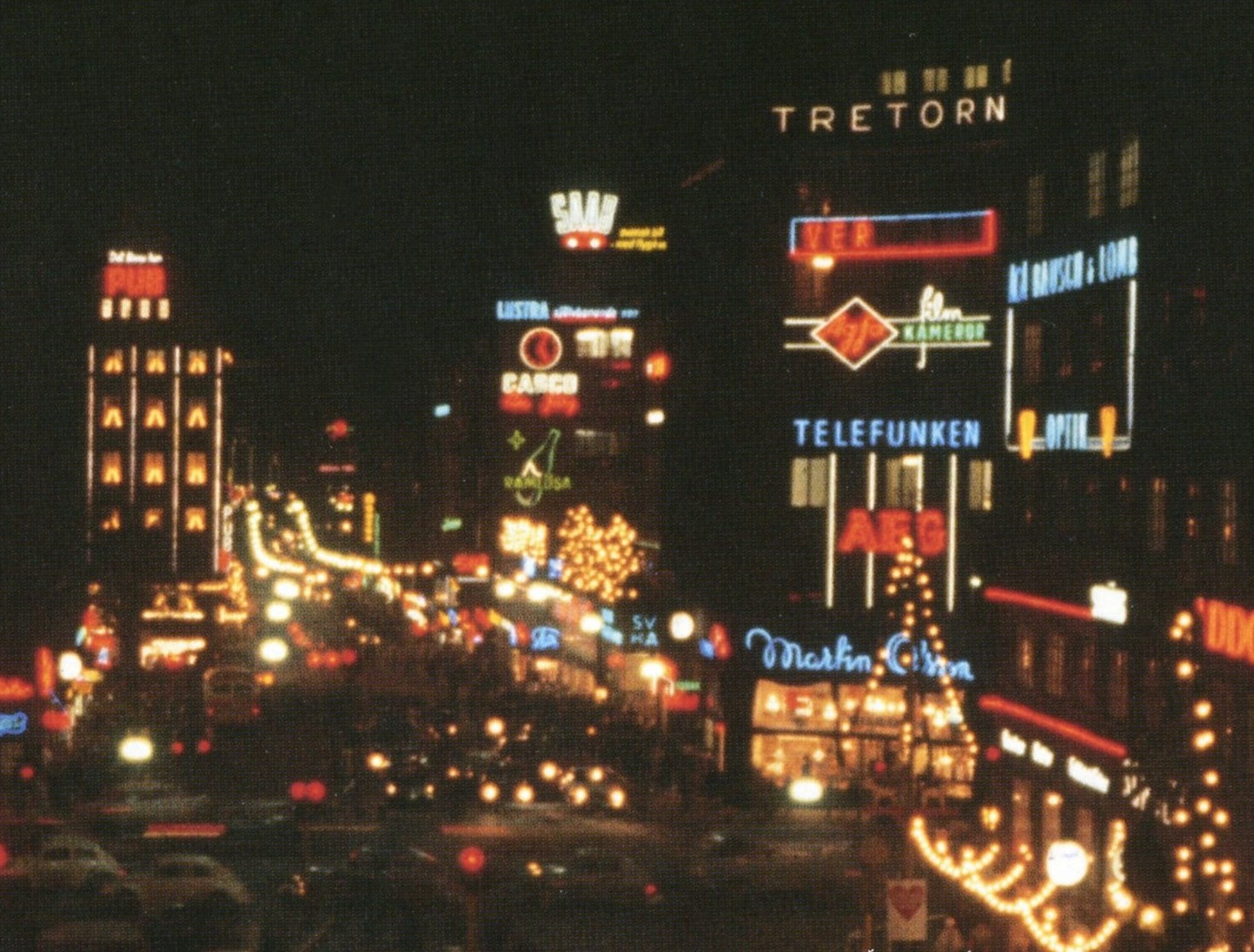
1965
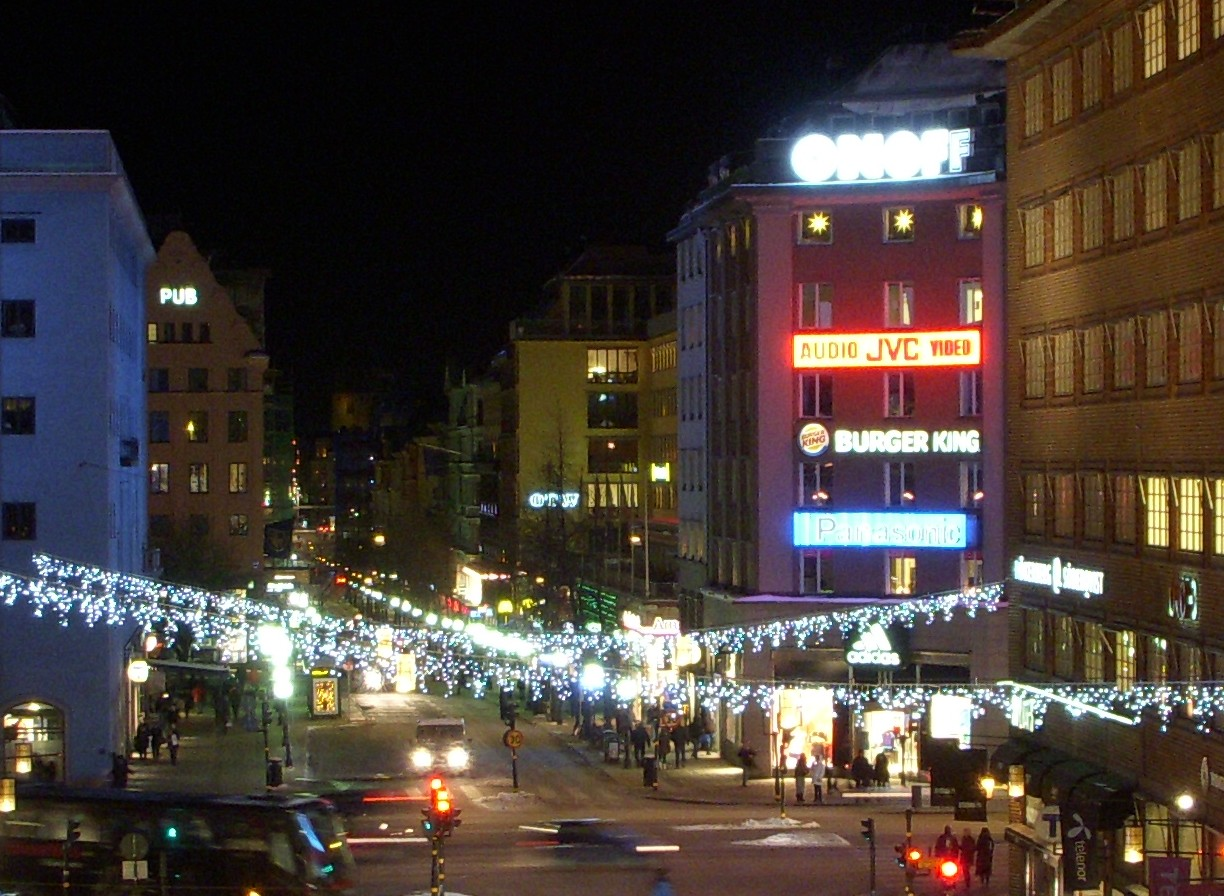
2010
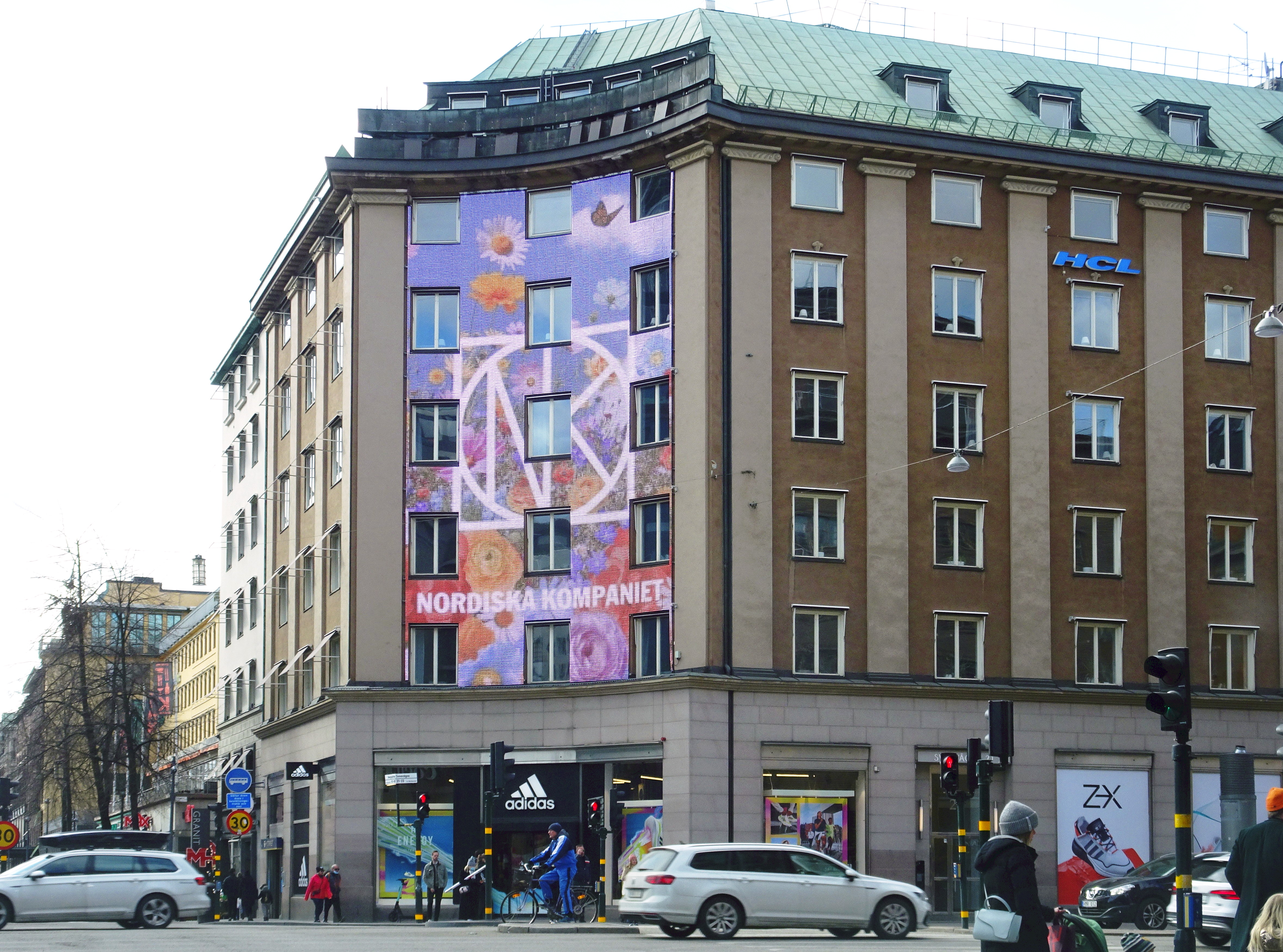
2021